# Хам

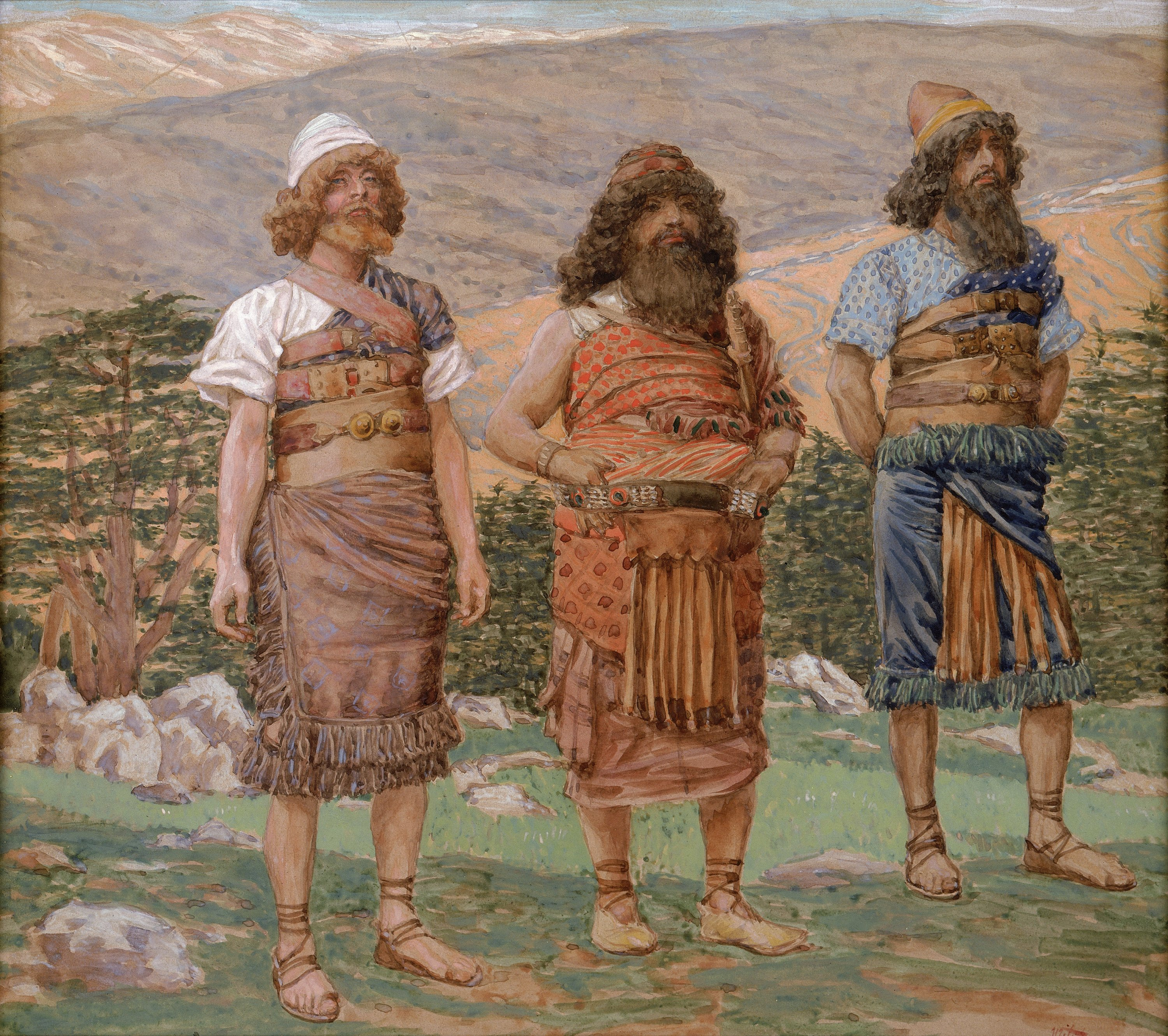
Джеймс Тиссо. Сим, Хам и Иафет.

Хам, иногда Иам (ивр. חָם‎, греч. Χαμ Cham, араб. حام‎ xam «горячий») — библейский персонаж, переживший Всемирный потоп, один из трёх сыновей Ноя, брат Сима и Иафета, давший начало понятию «хамства», которое означает пренебрежительное отношение к культурным запретам.

## Биография
Родился, когда Ною было 500 лет (Быт. 5:32), то есть за 100 лет до Всемирного потопа, от которого он вместе с женой, отцом и братьями спасся в ковчеге (Быт. 7:13). Как и все выжившие, Хам ступил на землю в Араратских горах (Быт. 8:4).
В Книге Юбилеев упоминается имя жены Хама — Неелатамек.
В Книге Яшера (Праведного) упоминается, что жена Хама была дочерью Елиакима, сына Матушлаха (Мафусала).

### Грех

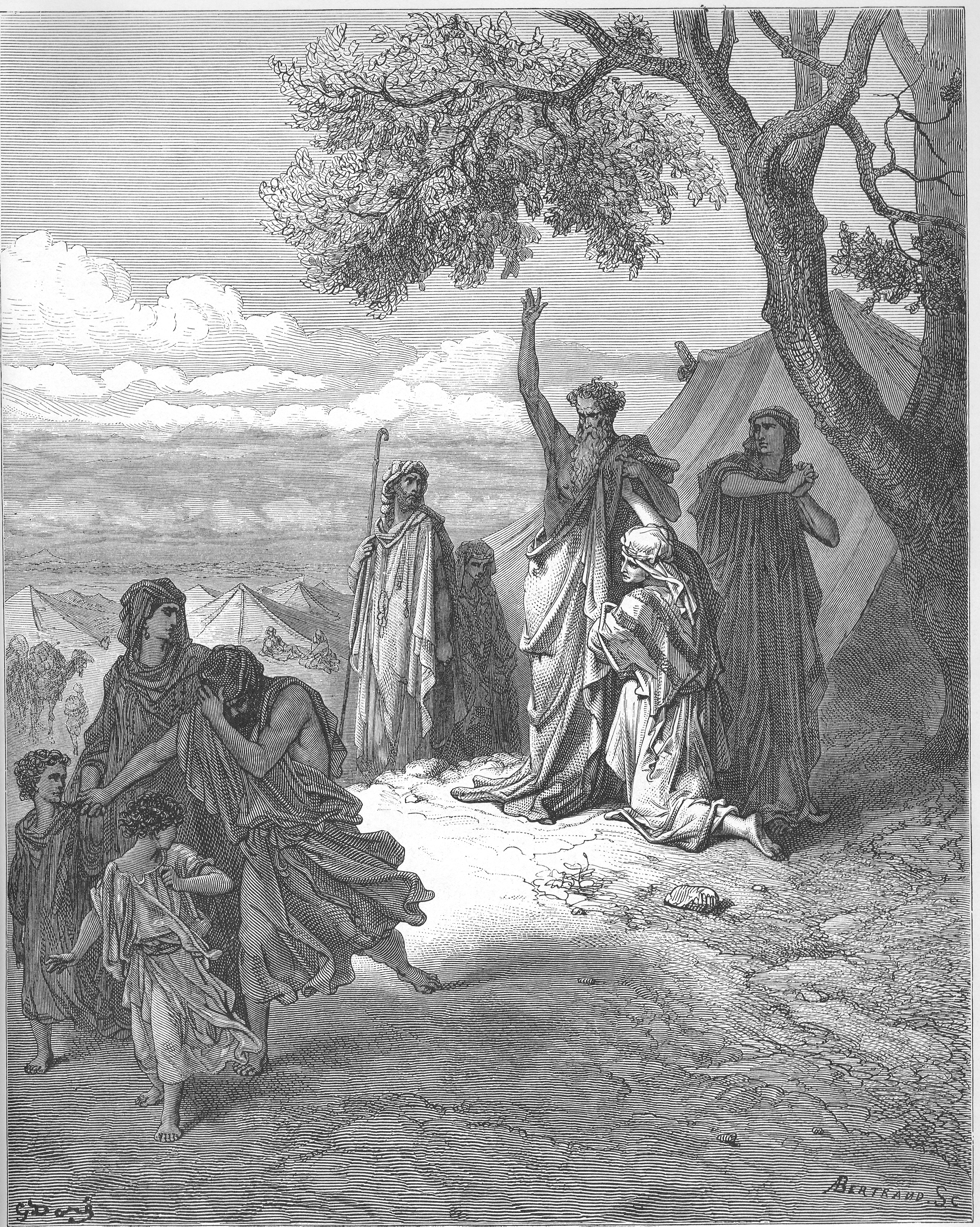
Ной проклинает сына Хама. Гравюра Гюстава Доре

Согласно Библии, Хам повёл себя постыдным образом во время опьянения своего отца Ноя. Он увидел и рассказал братьям про наготу отца своего (Быт. 9:22). Обычно это место трактуется как насмешка и неуважение к отцу, что в дальнейшем вошло в содержание термина хамство.
В Талмуде существует две трактовки описанного события. Так, персидский раввин Рав (Абба бар Айбу) считал, что Хам кастрировал Ноя, чтобы предотвратить появление четвёртого сына у Ноя, которого тот хотел иметь. В ответ на это Ной проклял четвёртого сына Хама, Ханаана. В свою очередь раввин Самуэль полагал, что Хам содомизировал своего отца по аналогии с другим библейским инцидентом, в котором была использована фраза «и увидел»: «И увидел её Сихем, сын Еммора евея, князя земли той, и взял её, и спал с нею, и сделал ей насилие (Быт. 34:2)». Существует также более поздняя версия, по которой Хам вступил в сексуальную связь не с отцом, а с матерью, так как выражение «открыть наготу» в некоторых частях Библии означает иметь связь с женой данного мужчины: «Наготы брата отца твоего не открывай и к жене его не приближайся: она тётка твоя» (Лев. 18:14).
Впрочем, большинство современных исследователей придерживаются традиционной версии, по которой фраза «увидеть наготу» или «открыть наготу» не обязательно связана с сексуальной сферой. Ной сам открывает свою наготу (обнажается), а не Хам открывает его наготу. Достаточно прочитать это выражение («увидел наготу») в контексте, чтобы понять, что речь идёт просто об обнажённом отце: «Сим же и Иафет взяли одежду и, положив её на плечи свои, пошли задом и покрыли наготу отца своего; лица их были обращены назад, и они не видали наготы отца своего» (Быт. 9:23). В соответствии с представлениями древних, взирая на гениталии обнажённого отца, Хам тем самым перенимал его власть, как бы отбирал его потенцию. Если бы речь шла об инцесте, ему нечем было бы хвастать перед братьями. Необходимо учитывать также, что в ветхозаветном обществе и других древних культурах почитание родителей было обязательным, а нагота считалась постыдной.
За грех Хама расплачиваться пришлось его сыну Ханаану, которого Ной проклял, пророча ему рабское существование: «Проклят Ханаан; раб рабов будет он у братьев своих» (Быт. 9:25).
Косвенным подтверждением того, что проклятие Ноя распространялось не на всех потомков Хама, а лишь на Ханаана, является и пророчество пророка Исайи о Египте. Библия называет египтян потомками Мицраима, сына Хама.

И Господь явит Себя в Египте; и Египтяне в тот день познают Господа и принесут жертвы и дары, и дадут обеты Господу, и исполнят. И поразит Господь Египет; поразит и исцелит их; они обратятся к Господу, и Он услышит их, и исцелит их. В тот день Израиль будет третьим с Египтом и Ассириею; благословение будет посреди земли, которую благословит Господь Саваоф, говоря: благословен народ Мой — Египтяне, и дело рук Моих — Ассирияне, и наследие Моё — Израиль (Ис. 19:21—25)

## Потомки
Согласно Библии, сыновьями Хама были Хуш, Мицраим, Фут и Ханаан.
Абу-ль-Фадль Аллами называет девять сыновей Иама (Хама): Хинд, Синд, Зандж (Занзибар), Нуба, Канаан, Куш, Кабт (Копт), Бербер, Хабш (Абиссиния).
В XVII веке появилась гипотеза, возводящая происхождение негров к Хаму, что было оправданием расизма и обращения негров в рабство. Дэвид Голденберг убедительно доказывал, что библейское имя Хам не имеет отношения к понятию черноты как таковому, и на данный момент его этимология неизвестна.

## Родословная Хама и его потомков
Род Хама

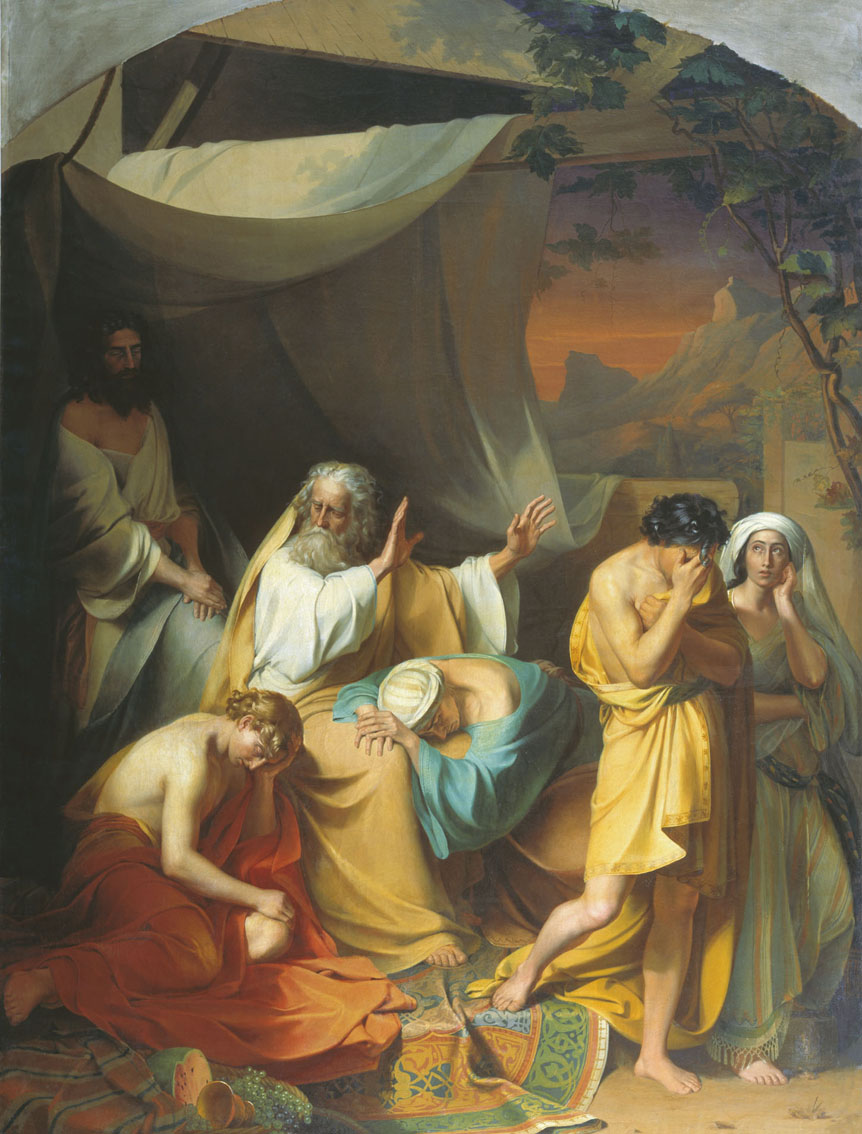
Ксенофонтов И. С. Ной проклинает сына Хама

Карта расселения потомков Ноя по Иосифу Флавию, ок. 100 г. н. э.; сыны Хама показаны синим цветом

Согласно Библии, у Хама после Потопа было четверо сыновей:
- Хуш: эфиопы,
- Мицраим: египтяне,
- Фут: ливийцы,
- Ханаан: ханаанеи — доеврейское население Палестины[16].

Потомки Хуша
Согласно Книге Бытия, Хуш был первым сыном Хама и имел шестерых сыновей. Сыны Хуша: Сева, Хавила, Савта, Раама, Савтеха и Нимрод (Быт. 10:7, 8).
Потомки Мицраима
Согласно Книге Бытия, семь сыновей Мицраима: Лудим, Анамим, Легавим, Нафтухим, Патрусим, Каслухим и Кафторим (Быт. 10:13).
Потомки Фута
В Библии нет упоминания имён сынов Фута.
Потомки Ханаана
Согласно Книге Бытия, у Ханаана было одиннадцать сыновей:
Сидон, Хет, Иевусей, Аморрей, Гергесей, Евей, Аркей, Синей, Арвадей, Цемарей и Химафей (Быт. 10:15—18).

## Образ Хама в кино
- Ной / Noah (2014; США). Режиссёр Даррен Аронофски, в роли Хама Нолан Гросс (в детстве), Логан Лерман (в молодости).